# Eublemma albidior
Eublemma albidior är en fjärilsart som beskrevs av Rothschild 1915. Eublemma albidior ingår i släktet Eublemma och familjen nattflyn. Inga underarter finns listade i Catalogue of Life.